# Fort Madison (Iowa)
Fort Madison település az Amerikai Egyesült Államok Iowa államában, Lee megyében, melynek megyeszékhelye is. Lakosainak száma 10 270 fő (2020. április 1.).

## Közlekedés
A települést érinti az Amtrak egyik távolsági vasúti járata is, a Southwest Chief.

## Népesség
A település népességének változása:

| 2010 | 11 051 |
| 2020 | 10 270 |